# Geoffrey FitzClarence, 5. Earl of Munster
Geoffrey William Richard Hugh FitzClarence, 5. Earl of Munster KBE PC KStJ (* 17. Februar 1906; † 27. August 1975) war ein britischer Politiker der Conservative Party, der unter anderem zwischen 1938 und 1939 Paymaster General und von 1954 bis 1957 Minister ohne Geschäftsbereich sowie zuletzt von 1957 bis 1973 Lord Lieutenant von Surrey war.

## Leben

### Familiäre Herkunft, Earl of Munster und Paymaster General
Fitz-Clarence war der einzige Sohn von Harold Edward FitzClarence, dem siebten Kind von William FitzClarence, 2. Earl of Munster und absolvierte seine schulische Ausbildung an der renommierten Charterhouse School. Im Anschluss diente er im Royal Army Service Corps (RASC) und wurde zuletzt zum Captain befördert.
Beim Tod seines Onkels Aubrey FitzClarence, 4. Earl of Munster erbte er am 1. Januar 1928 dessen Adelstitel als 5. Earl of Munster, 5. Viscount FitzClarence und 5. Baron Tewkesbury. Damit verbunden war die Mitgliedschaft im House of Lords. Im Oberhaus war er zwischen 1932 und 1938 Parlamentarischer Geschäftsführer der Fraktion der regierenden Conservative Party (Government Whip). Parallel war er von 1931 bis 1937 auch als Abgeordneter für den Wahlkreis North Paddington Mitglied des London County Council (LCC).
Während der Amtszeit von Premierminister Neville Chamberlain war er zwischen 1938 und 1939 zunächst Generalzahlmeister (Paymaster General) und 1939 kurzzeitig Parlamentarischer Unterstaatssekretär im Kriegsministerium sowie zugleich Vizepräsident des Heeresrates (Army Council).

### Zweiter Weltkrieg, Nachkriegszeit und Lord Lieutenant von Surrey
Nach Beginn des Zweiten Weltkrieges wurde er 1939 als Major der Grenadier Guards wieder in den aktiven Militärdienst zurückberufen und diente bis 1942 als Aide-de-camp (ADC) von Feldmarschall John Vereker, 6. Viscount Gort, der zuletzt zwischen 1941 und 1942 Gouverneur von Gibraltar war. Für seine militärischen Verdienste wurde er 1939 und 1942 zwei Mal im Kriegsbericht erwähnt (Mentioned in Despatches).
Im Anschluss war er während der Amtszeit von Premierminister Winston Churchill zwischen 1943 und 1944 zunächst Parlamentarischer Unterstaatssekretär im Ministerium für Indien und Burma (Office for India and Burma) sowie danach 1944 für einige Zeit Parlamentarischer Unterstaatssekretär im Innenministerium (Home Office). Nach Kriegsende war er zwischen Mai und Juli 1945 noch einmal erneut Parlamentarischer Unterstaatssekretär im Innenministerium.
Nach dem Wahlsieg der konservativen Tories bei den Unterhauswahlen vom 25. Oktober 1951 und dem Beginn der zweiten Amtszeit von Premierminister Churchill wurde FitzClarence im November 1954 Parlamentarischer Unterstaatssekretär im Kolonialministerium (Colonial Office) und bekleidete dieses Amt bis Oktober 1954. Im Anschluss wurde er im Rahmen einer Kabinettsumbildung Minister ohne Geschäftsbereich im Kabinett Churchill und bekleidete dieses Amt auch unter Churchills Nachfolgern Anthony Eden und Harold Macmillan bis Juni 1957.
FitzClarence, der 1954 Mitglied des Privy Council (PC) und 1957 als Knight Commander des Order of the British Empire (KBE) zum Ritter geschlagen wurde, war zwischen 1957 und 1973 Lord Lieutenant von Surrey und damit persönlichen Repräsentanten des Königin Elisabeth II. in dieser Grafschaft. Für seine Verdienste wurde er zudem als Knight of Justice des Order of Saint John (KStJ) ausgezeichnet sowie mit dem Großkreuz des Kronenordens von Belgien geehrt.
Da aus seiner am 9. Juli 1928 mit Hilary Wilson geschlossenen Ehe keine Kinder hervorgingen, erbte bei seinem Tod sein Cousin zweiten Grades Edward FitzClarence seine Adelstitel als 6. Earl of Munster.